# Aftershock (banda)
Aftershock foi uma banda de metalcore formada fora de Boston, Massachusetts. Foi formada em 1992 pelos irmãos Dutkiewicz (Adam Dutkiewicz e Toby Dutkiewicz), e se separou em meados de 1999, pouco depois de Adam Dutkiewicz formar a banda Killswitch Engage. Após um hiato de dois anos, em 2001, o grupo foi re-formado para uma turnê no Japão. Após o último esforço da banda, com o lançamento do EP Live in Japan, em 2004, o grupo oficialmente acabou. A banda também é composta por antigos e atuais membros do Killswitch Engage e Shadows Fall. O grupo é mais conhecido por seu hit single de 2001 "For Those of You Who Kill", do EP Five Steps from Forever.

## Membros

### Final
- Toby Dutkiewicz - vocal (1992–2004)
- Adam Dutkiewicz - guitarra/backing vocal, bateria  (1992–2004)
- Joel Stroetzel - guitarra (1996-2004)
- Neil Gadbois - baixo (1996–2004)
- Tom Gomes - bateria (1996–2004)

### Anteriores
- Jonathan Donais - guitarra (1993–1996)
- Chris Fortin - baixo (1992–1996)

### Discografia
| Data de lançamento | Título                              | Gravadora             |
| 1997               | Letters                             | Life Sentence Records |
| 1997               | Split EP                            | S.I.H. Records        |
| 1999               | Split EP Vol. 2                     | S.I.H. Records        |
| 2000               | Through the Looking Glass           | Good Life Recordings  |
| 2000               | When Angels Shed Their Wings Vol. 1 | Devil's Head Records  |
| 2001               | Five Steps From Forever EP          | Devil's Head Records  |
| 2001               | Propaganda                          | Devil's Head Records  |
| 2004               | Live In Japan EP                    | Devil's Head Records  |